# دابستار
دابستار Dubstar هي فرقة موسيقية إنجليزية لموسيقى البوب.  تشكلت في عام 1992 على يد ستيف هيلير وكريس ويلكي في نيوكاسل أبون تاين. وانضمت سارة بلاكوود في عام 1993 كمغنية.